# 蕭憺
蕭 憺（しょう たん、昇明2年（478年）- 普通3年11月6日（522年12月9日））は、南朝梁の皇族。始興忠武王。字は僧達。武帝蕭衍の弟にあたる。

## 経歴
蕭順之の十一男として生まれた。9歳のとき、生母の呉太妃が死去した。斉のとき、弱冠にして西中郎法曹行参軍となり、外兵参軍に転じた。永元3年（501年）、蕭衍が東征の軍を起こすと、南康王蕭宝融の承制のもと、蕭憺は冠軍将軍・西中郎諮議参軍となり、相国従事中郎に転じ、江陵で南平王蕭偉とともに留守をつとめた。
同年（中興元年）、和帝（蕭宝融）が即位すると、蕭憺は給事黄門侍郎となった。巴東郡太守の蕭慧訓の子の蕭璝や巴西郡太守魯休烈らが挙兵して荊州に迫り、軍を上明に駐屯させた。ときに鎮軍将軍蕭穎冑が突然病死したため、江陵の和帝政権は動揺した。尚書僕射の夏侯詳が雍州の兵を徴発する案を出して、南平王蕭偉が蕭憺を雍州に派遣した。蕭憺は書面で蕭璝らを諭し、わずかな日々でかれらを降伏させた。この冬、蕭衍が建康を平定した。中興2年（502年）春、和帝により蕭憺は使持節・都督荊湘益寧南北秦六州諸軍事・平西将軍・荊州刺史に任じられたが、受けなかった。
同年（天監元年）、梁の武帝が即位すると、蕭憺は都督・荊州刺史のまま安西将軍の号を加えられた。始興郡王に封じられた。戦役の後で官民の物資が欠乏していたことから、蕭憺は広く屯田を開き、労役を省き、戦死者の家族を慰問して困窮者にほどこしたため、荊州の民心は安定した。
天監6年（507年）、荊州で水害が起こり、長江の堤防が決壊したため、蕭憺は自ら官吏たちを率いて、雨の中を堤防の修築を指揮した。数百家の人々が洪水に驚いて、家の屋根の上や樹上の縁に逃れていたが、蕭憺は人を募ってかれらを救け、1人あたり1万銭で賞したので、商人数十人が応募して救難にあたった。また諸郡に官吏を分遣して、水死者に棺材を給与し、田を失ったものに穀物の種籾を与えた。
天監7年（508年）、母の陳太妃が死去すると、蕭憺は6日のあいだ水分すら口に入れず、服喪のさまは礼の規定を越えていた。武帝はかれを慰め、喪中にも荊州刺史の職務をつとめさせた。5月、護軍将軍の号を受けた。10月、平北将軍の号を受けた。天監8年（509年）、石頭城に駐屯した。ほどなく中軍将軍・中書令に転じ、まもなく衛尉卿を兼ねた。10月、使持節・散騎常侍・都督南北兗徐青冀五州諸軍事・鎮北将軍・南兗州刺史として出向した。
天監9年（510年）1月、都督益寧南梁南北秦沙六州諸軍事・鎮西将軍・益州刺史に転じた。学校を開設し、子の蕭暎に受講させたため、多くの者がこれに倣って子女を学校に通わせるようになった。北魏が巴南を襲撃し、西方の南安郡を包囲すると、南安郡太守の垣季珪が郡城に籠もって堅守していたが、蕭憺は軍を派遣してこれを救援し、魏軍を撤退に追いこんだ。天監14年（515年）1月、中撫将軍の号を受けた。2月、都督荊湘雍寧南梁南北秦七州諸軍事・鎮右将軍・荊州刺史に転じた。天監17年（518年）、同母兄の安成王蕭秀が雍州に赴任する途中で死去した。蕭憺はこれを聞くと、自ら地に身を投げて哭泣し、数日飲まず食わず、財産を傾けるほど弔慰金を送ったため、蕭秀の部下は身分問わずこれを受け取れるほどであった。天監18年（519年）、建康に召還されて侍中・中撫将軍・開府儀同三司・領軍将軍となった。
普通3年（522年）11月甲午、死去した。享年は45。侍中・司徒・驃騎将軍の位を追贈された。諡は忠武といった。

## 子女
- 蕭亮（後嗣）
- 蕭暎（字は文明、新渝県侯、広州刺史）
- 蕭曄（字は通明、上黄侯、晋陵郡太守）

## 伝記資料
- 『梁書』巻22 列伝第16
- 『南史』巻52 列伝第42